# Azo jedinjenje
Azo jedinjenja su jedinjenja koja sadrže funkcionalnu grupu R-N=N-R', u kojoj R i R' mogu da budu bilo aril ili alkil. IUPAC definiše azo jedinjenja kao: "Derivati diazena (diimida), HN=NH, kod kojih su oba vodonika supstituisana uglovodoničnim grupama, npr.  azobenzen ili difenildiazen." Stabilniji derivati sadrže dve aril grupe. N=N grupa se naziva azo grupa. Ime azo potiče od azota, čije ime je izvedeno od grčkog a (ne) + zoe (živeti).
Većina obojenih tekstilnih i kožnih artikala je tretirana azo bojama i pigmentima.